# 大洋短鰓燈魚
大洋短鰓灯鱼（学名：Nannobrachium achirus）为輻鰭魚綱燈籠魚目灯笼鱼科的其中一種。分布于南冰洋海域，為深海魚類，體長可達16.2公分。

## 外部連結
大洋短鰓灯鱼的圖片